# Globina

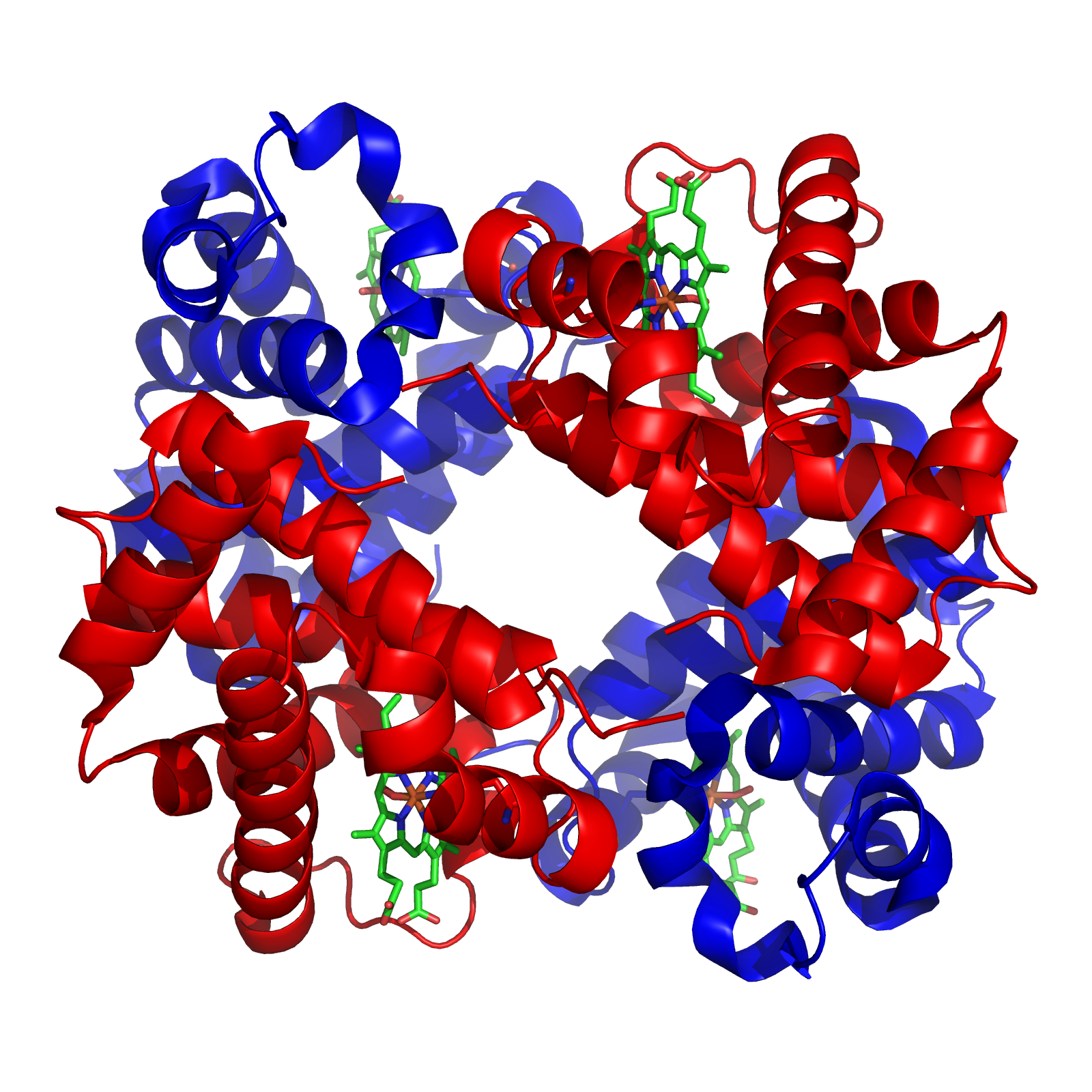
Estrutura da hemoglobina humana. As subunidades de proteína α and β são as vermelhas e azuis, respectivamente, e os grupos hemo, que contêm ferro, são os verdes (ver e Proteopedia.

Globina (do latim globus, globo) é uma família de proteínas globulares que contem um grupo heme, capazes de transportar oxigênio e outros gases.
Existem oito tipo de globinas nos animais vertebrados: hemoglobina, mioglobina, neuroglobina, citoglobina, globina E, globina X, globina Y e androglobina. Constitui a parte proteica (apoproteína) da hemoglobina (heteroproteína), sendo o hemo o grupo prostético da hemoglobina. Plantas e bactérias possuem diferentes tipos de globinas.
Os aminoácidos variam segundo a espécie e de acordo com a fase de desenvolvimento do organismo - vida embrionária, fetal ou adulta.

## Classes de cadeias de globina
A globina é composta por quatro cadeias polipeptídicas, semelhantes duas a duas. Existem vários tipos de cadeias de globina, designados por letras gregas (alfa, beta, gama, etc.).

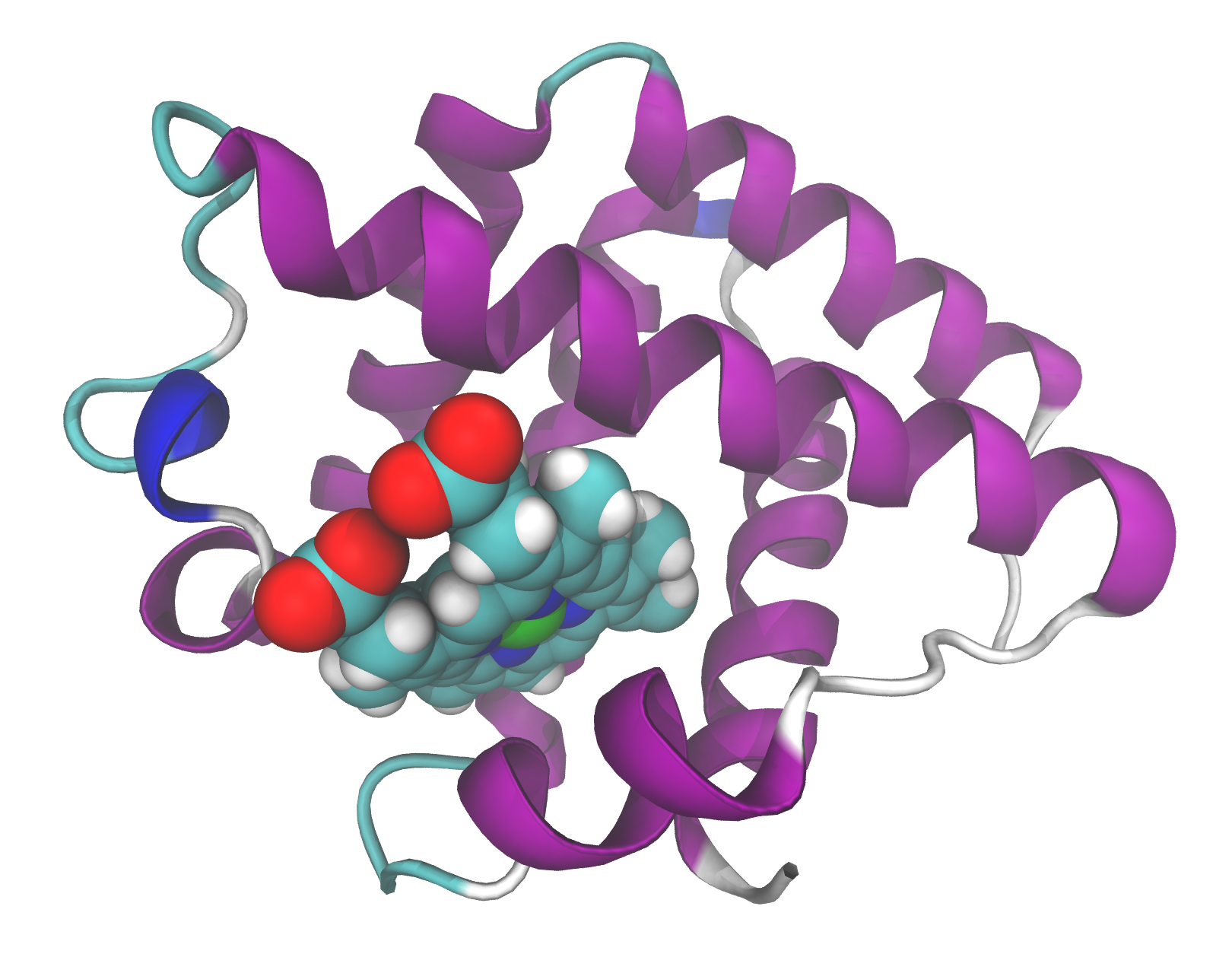
Modelo da fita de leghemoglobina do grão de soja (Glycine max), com hemo em glóbulos, de acordo com o PDB.

- Alfa. α
- Beta. β
- Gamma. γ
- Delta. δ
- Epsilon. ε
- Zeta. ζ

### Estrutura
As cadeias de globina apresentam uma estrutura complexa:
1. Estrutura 1ª: determinada pela sequência de aminoácidos que compõem a cadeia.
2. Estrutura 2ª: enrolada em espiral, com aspecto helicoidal, com alguns tramos dispostos aleatoriamente.
3. Estrutura 3ª: é a disposição que adota a cadeia no espaço ao dobrar-se sobre si mesma. Esse dobramento dá origem a uma conformação globular,  com um espaço vazio perto da superfície, onde se acopla o grupo "hemo".
4. Estrutura 4ª: resulta da união de várias cadeias polipeptídicas com estrutura terciária.